# Француска Полинезија на Светском првенству у атлетици на отвореном 2017.
Француска Полинезија је учествовала на Светском првенству у атлетици на отвореном 2017. одржаном у Лондону од 4. до 13. августа дванаести пут. Репрезентацију Француске Полинезије представљала је једна атлетичарка која се такмичила у трци на 100 метара.,..
На овом првенству такмичарка Француске Полинезије није освојила ниједну медаљу нити је остварила неки резултат.

## Учесници
Жене:
- Ерети Бернардино — 100 м

## Резултати

### Жене
| Ерети Бернардино | 100 м | 12,37 | 12,88 | 8. у гр. 4 | Није се квалификовала | Није се квалификовала | Није се квалификовала | 44 / 46 (47) |  |